# Lucas Neff
Lucas Neff es un actor estadounidense. Logró reconocimiento público por su papel de James "Jimmy" Chance en la serie de FOX, Raising Hope.

## Comienzos
Neff se crio en Andersonville, Chicago, y tiene un hermano menor. Su padre es judío y su madre es de ascendencia irlandesa. Neff se graduó con una licenciatura en Bellas Artes en el Teatro de la Universidad de Illinois en Chicago en 2008. Su carrera como actor comenzó cuando fue asignado erróneamente al departamento de artes escénicas en la UIC. Después de la universidad, tomó clases en la Steppenwolf Theatre Company en Chicago.

## Carrera
Su debut en el teatro local fue en la compañía de teatro con sede en Chicago "Collaboraction's". Al tratar de iniciar su carrera en el teatro, apareciendo en tiendas y comerciales, Neff se financia a sí mismo limpiando casas, que solo le duró una semana, antes de ser lanzado en su primer papel importante. Su primer papel en la televisión fue cuando fue elegido para un papel secundario en el final de la serie de A&E, The Beast.
Cuando un casting en todo el país de Estados Unidos fue puesto para la nueva serie  Raising Hope, Neff grabó su audición de diez páginas y lo envió para el creador del programa, Greg Garcia. Desde esta primera cinta, Neff se convirtió en la primera elección de García para el papel de Jimmy Chance. Sin embargo, tenía la obligación de pasar por varias audiciones antes de ser confirmado en su primer papel importante. Neff dijo de la serie, después de grabar el piloto de Raising Hope: "Es una comedia muy dulce de buen corazón, y que pone a la familia primero y hace las cosas bien a la primera y no se ve mucho de eso en la televisión o en las películas. celebramos una gran cantidad de héroes de fantasía y criminales de lujo, la infidelidad y, en general, solo un montón de mala conducta. es agradable ser parte de un espectáculo que celebra la decencia y ser buenos unos con otros."
Después de ganar el papel de Raising Hope, ha mantenido sus vínculos con el teatro, escribiendo obras de teatro. Fue nominado para el Premio Joseph Jefferson por Mejor Obra Nueva.
Continuando con la tradición de Peter Sellers y Andy Kaufman, en 2013, creó el alter ego, Jimmy Connolly, y comenzó a actuar de pie en su carácter alrededor de Los Ángeles. 11 de marzo 2013 es fecha en la que Jimmy Connolly aparece por primera vez en el escenario.

## Vida personal
En una de sus apariciones en el teatro de Chicago, conoció a la actriz Kelly O'Sullivan. Vive en Los Ángeles, California.

## Filmografía
| Año       | Título       | Personaje           | Notas                       |
| --------- | ------------ | ------------------- | --------------------------- |
| 2009      | The Beast    | Agente Principiante | Episodio: "No Turning Back" |
| 2010      | In Memoriam  | Jay                 |                             |
| 2010      | Amigo        | Shanker             |                             |
| 2010–2014 | Raising Hope | Jimmy Chance        | Protagonista                |